# 豪尔赫·路易斯·博尔赫斯
豪尔赫·弗朗西斯科·伊西多罗·路易斯·博尔赫斯（西班牙語：Jorge Francisco Isidoro Luis Borges，1899年8月24日—1986年6月14日），又譯波赫士，阿根廷作家、诗人、翻译家。其作品涵蓋包括短篇小说、短文、隨筆小品、詩、文學評論、翻譯文學在內的多個文學範疇，以雋永的文字和深刻的哲理見長。
博尔赫斯出生于布宜诺斯艾利斯，父亲是心理学教师。博尔赫斯自幼沉浸在西班牙文和英文的环境中，爱好文学、哲学和伦理学。1914年举家迁往瑞士，博尔赫斯在那里接受教育而后游历西班牙。1921年返回阿根廷后，他以作家身份出版了诗歌、文学周刊上发表散文，也在图书馆工作并多次发表公众演讲。庇隆政府时期，他曾遭受政治迫害。
由于遗传病，博尔赫斯年近六旬即双目失明。1955年，他被任命为国家公共图书馆馆长以及布宜诺斯艾利斯大学的文学教授。1961年，他与萨缪尔·贝克特一起获得了第一届国际文学福门托奖Prix Formentor，从此逐渐得到国际文坛关注。他的作品被广泛译介到欧美国家，他本人也是一位翻译家，除母语西班牙语外，精通英语、德语、法语、古英语、古诺尔斯语等。1986年，他在瑞士日内瓦去世。
他的作品反映了“世界的混沌性和文学的非现实感”。他最著名的短篇集《虚构集》（1944）和《阿莱夫》（1949）中就汇集了很多共同的主题：梦、迷宫、图书馆、虚构的作家和作品、宗教、神祇。他的作品对幻想文学贡献巨大。研究者们也注意到博尔赫斯不断恶化的眼疾似乎有助于他创造性的文学语言，毕竟，“诗人，和盲人一样，能暗中视物”。
约翰·马克斯维尔·库切曾经评价道：他在小说语言的创新多于其他人，为整整一代伟大的拉美小说家开创了道路。库切赞美博尔赫斯精湛的语言掌控，他在故事中创造的复杂迷宫，以及他挑战我们对现实和虚构的理解的能力。他强调博尔赫斯散文优雅和精准，称他是「一位非凡清晰和优雅的作家」。
博尔赫斯生平获得过多種文学奖项。其偏于保守的政治观点曾备受争议，并被广泛认为是其处于诺贝尔文学奖候选名单三十年之久却不曾获奖的重要原因。

## 生平

### 早年生活和教育
豪尔赫·路易斯·博尔赫斯出生于一個受教育的中產階級家庭。因布宜諾斯艾利斯市中心生活成本过高，博尔赫斯家住在附近的小鎮巴勒莫。豪尔赫·路易斯·博尔赫斯的母親莱昂诺尔·阿塞维多·苏亚雷斯在乌拉圭的傳統克里奧（歐洲白種人在殖民地移民的後裔）家庭長大，她的家人參加過阿根廷独立战争，她經常講她家庭的英勇事蹟。博尔赫斯1929年詩集《聖馬丁札記》中的詩Isidoro Acevedo，就是纪念他的外祖父伊西多罗·德·阿塞维多·拉普里达，他是布宜諾斯艾利斯軍隊的士兵，是阿根廷律師及政治家，他參加過1859年的塞佩達戰役、1861年的帕沃内戰役及1880年的洛斯科拉莱斯戰役。伊西多罗·德·阿塞维多·拉普里达在家中因肺部淤血而過世，這也是豪尔赫·路易斯·博尔赫斯出生的地方。豪尔赫·路易斯·博尔赫斯就在這褪色的家庭荣耀下成長，博尔赫斯的父親豪尔赫·吉列尔莫·博尔赫斯·哈斯拉姆有一半的英國血統，部份的西班牙及葡萄牙血統，也是殖民的後民。博尔赫斯·哈斯拉姆的母親是英國人，他在家中常講英文，也常帶他的家人去英國，家中揚抑著英文及英國的事物。
豪尔赫·路易斯·博尔赫斯在九歲時將王尔德的《快樂王子》翻譯成西班牙文，刊登在地方雜誌上。不過博尔赫斯的朋友認為博尔赫斯的父親才是真正的譯者。博尔赫斯的父親博尔赫斯·哈斯拉姆是有文學抱負的律師及心理學老師。虽然其父也曾出版过一本书《领袖》(El caudillo)，博尔赫斯称他的父亲「想要成為作家，但在嘗試中失敗了。」博尔赫斯寫道：「我祖辈中有許多人曾经从军，但我却知自己不是这块料；从很小时起，我就常因自己嗜书而不善行而感羞愧。」
豪尔赫·路易斯·博尔赫斯11歲前在家中接受教育，自幼学习西班牙语和英语两種語言，十二歲時就開始用英文阅读莎士比亞。博尔赫斯的家很大，其家中圖書館拥有上千卷英文藏書。博尔赫斯将该图书馆视为其人生最重要的影响因素。
博尔赫斯·哈斯拉姆因視力衰退放弃了律师职业。1914年，博尔赫斯全家搬到瑞士日內瓦，之後在歐洲居住了十年的時間。博尔赫斯·哈斯拉姆後在日內瓦接受了眼科醫師治療，博尔赫斯和妹妹诺拉開始在当地上學，而博尔赫斯则于此间学习了法文。博尔赫斯用英文阅读湯瑪斯·卡萊爾的著作，并自学德文以阅读哲學。
因為阿根廷的政治紛擾，博尔赫斯一家在欧洲一直待到1921年。第一次世界大戰结束后，博尔赫斯一家在三年内曾旅居多个欧洲城市，包括瑞士的盧加諾，西班牙的巴塞罗那、馬約卡島、塞维利亚及马德里等地。在此期间，博尔赫斯开始接觸阿图尔·叔本华的著作，以及古斯塔夫·麥林克在1915年出版的小說The Golem，後來也影響博尔赫斯的作品。博尔赫斯在西班牙時受到纪尧姆·阿波利奈尔及菲利波·托马索·马里内蒂的影響，加入了前衛而反現代主義的极端主义文學運動。博尔赫斯的第一首詩《海之颂》(Hymn to the Sea)，为仿沃尔特·惠特曼風格而作，發表在《Grecia》雜誌上。博尔赫斯在西班牙時也曾接觸到过重要的西班牙作家，包括Rafael Cansinos Assens及Ramón Gómez de la Serna等人。

## 荣誉

### 外国勋章奖章
- 圣雅各之剑大十字勋章（葡萄牙語：Ordem Militar de Sant'Iago da Espada）（葡萄牙，1984年11月16日公布[16]）

## 轶闻
- 2011年8月24日，Google推出Doodle纪念豪尔赫·路易斯·博尔赫斯诞辰112周年[17]。
- 2016年6月14日，西班牙《国家报》（El País）在博尔赫斯去世三十周年纪念日当天，刊登了一篇从未公开发布的他去世前三年受一位15岁阿根廷男孩采访的报道。[18]

## 画廊

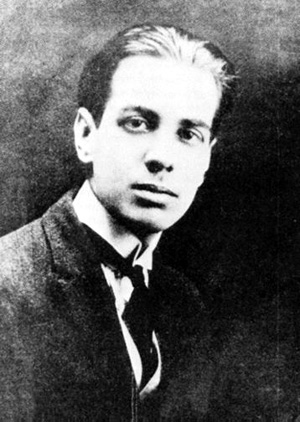
1921年的博尔赫斯
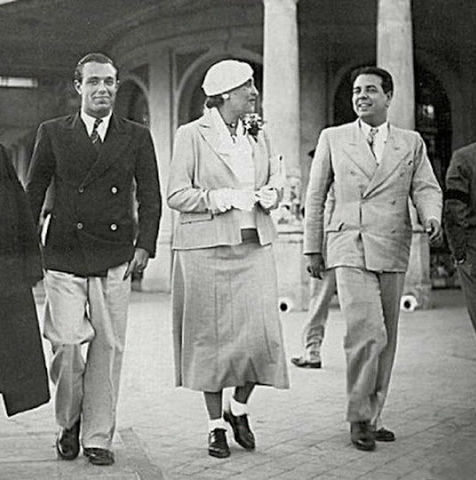
1935年的博尔赫斯
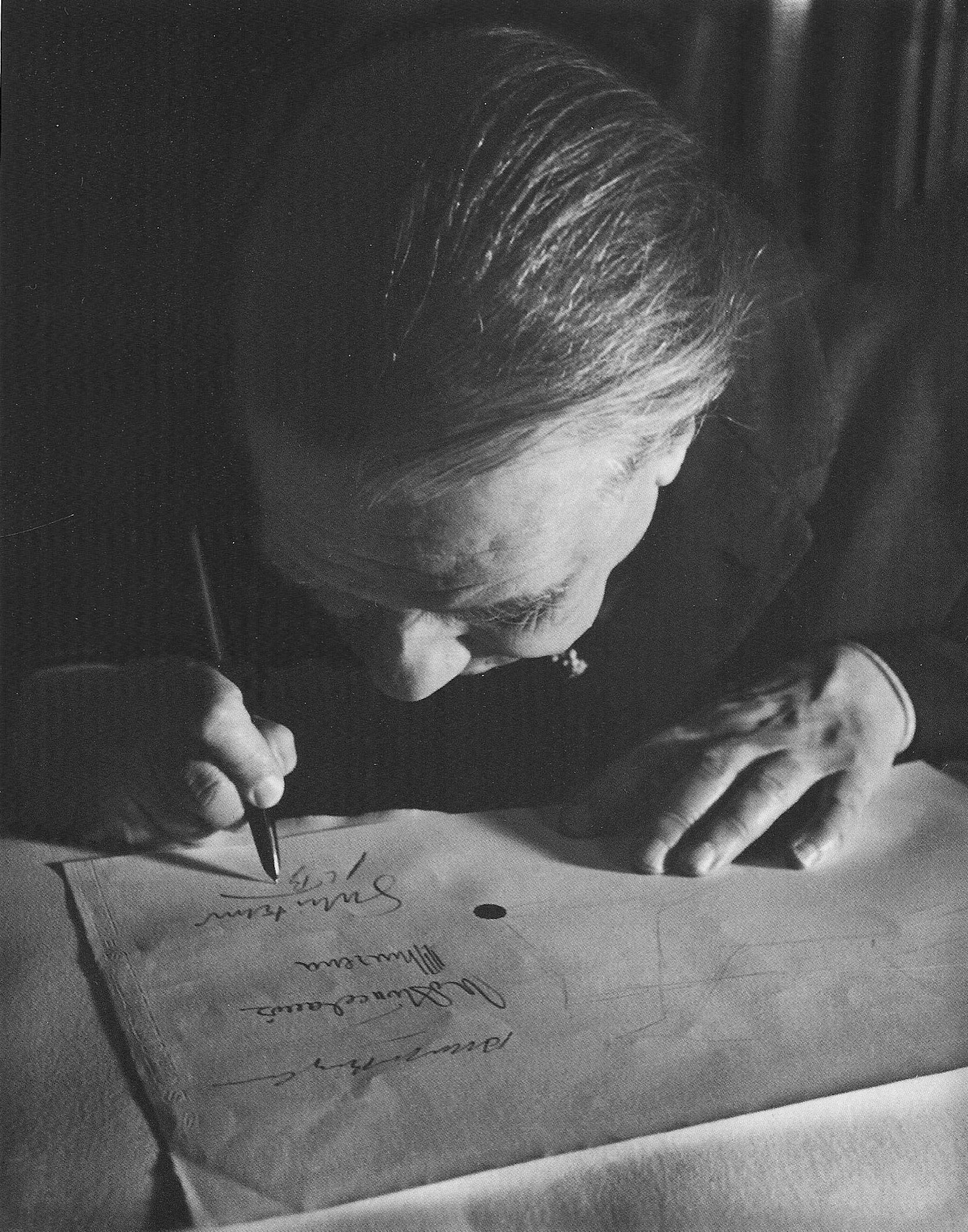
1963年的博尔赫斯
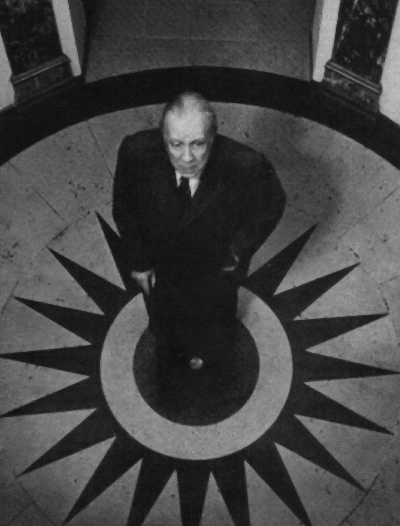
1969年的博尔赫斯
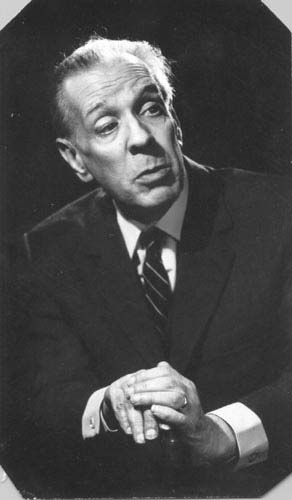
1976年的博尔赫斯
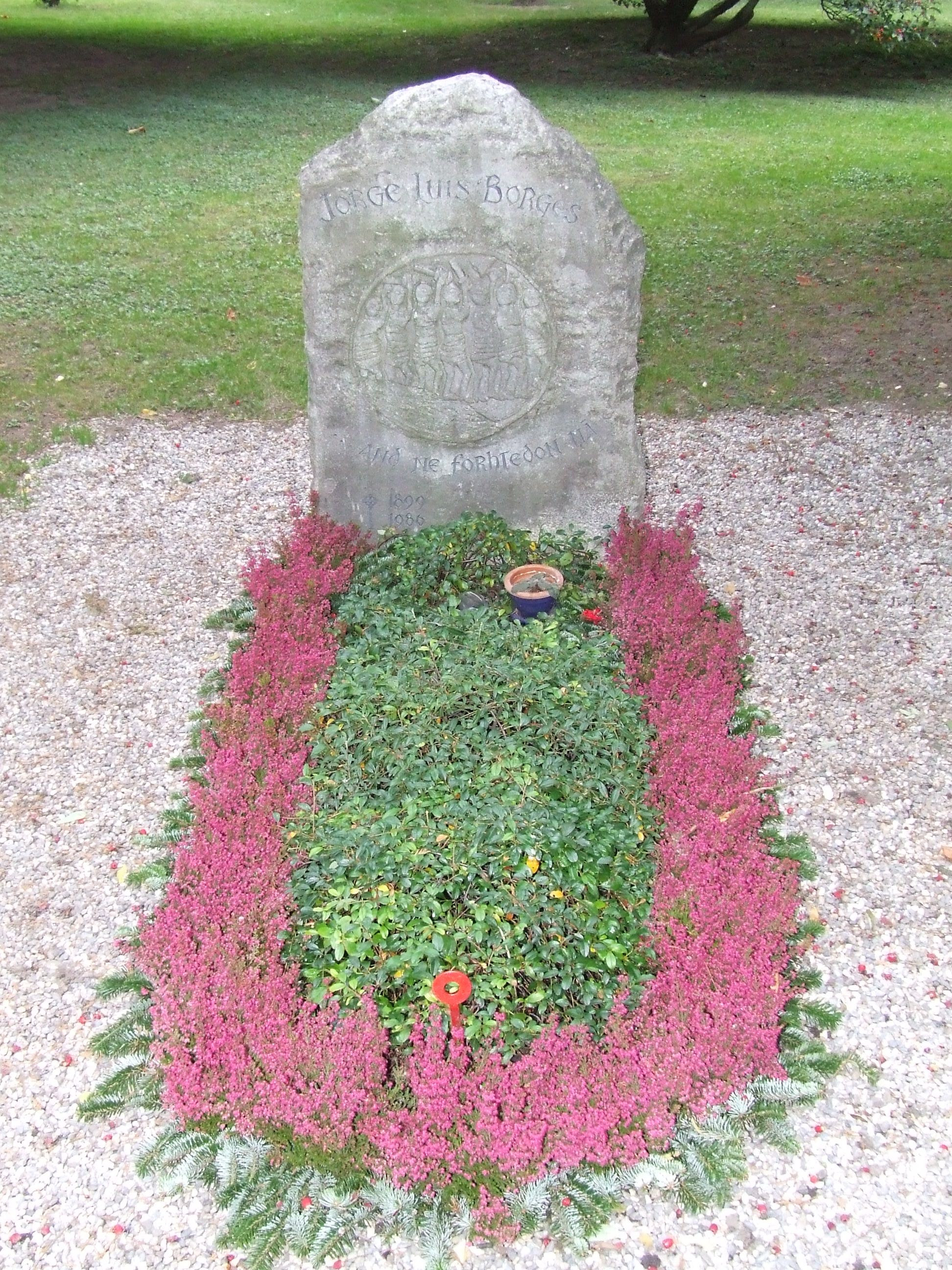
博尔赫斯之墓
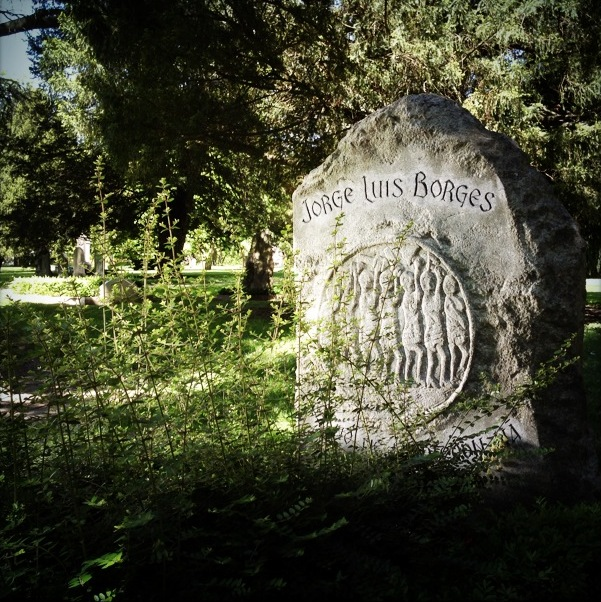
瑞士日内瓦墓碑
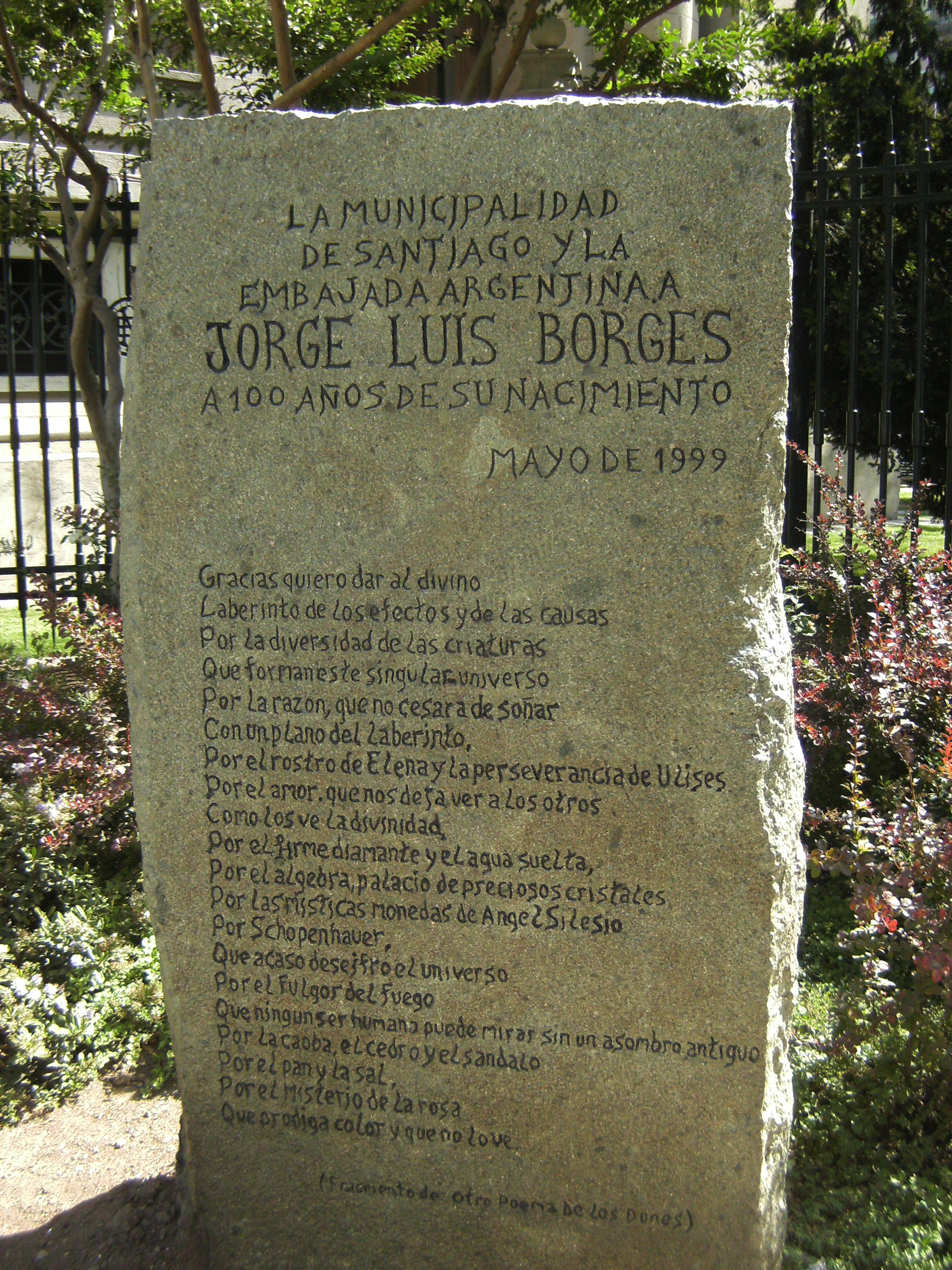
智利圣地亚哥纪念碑
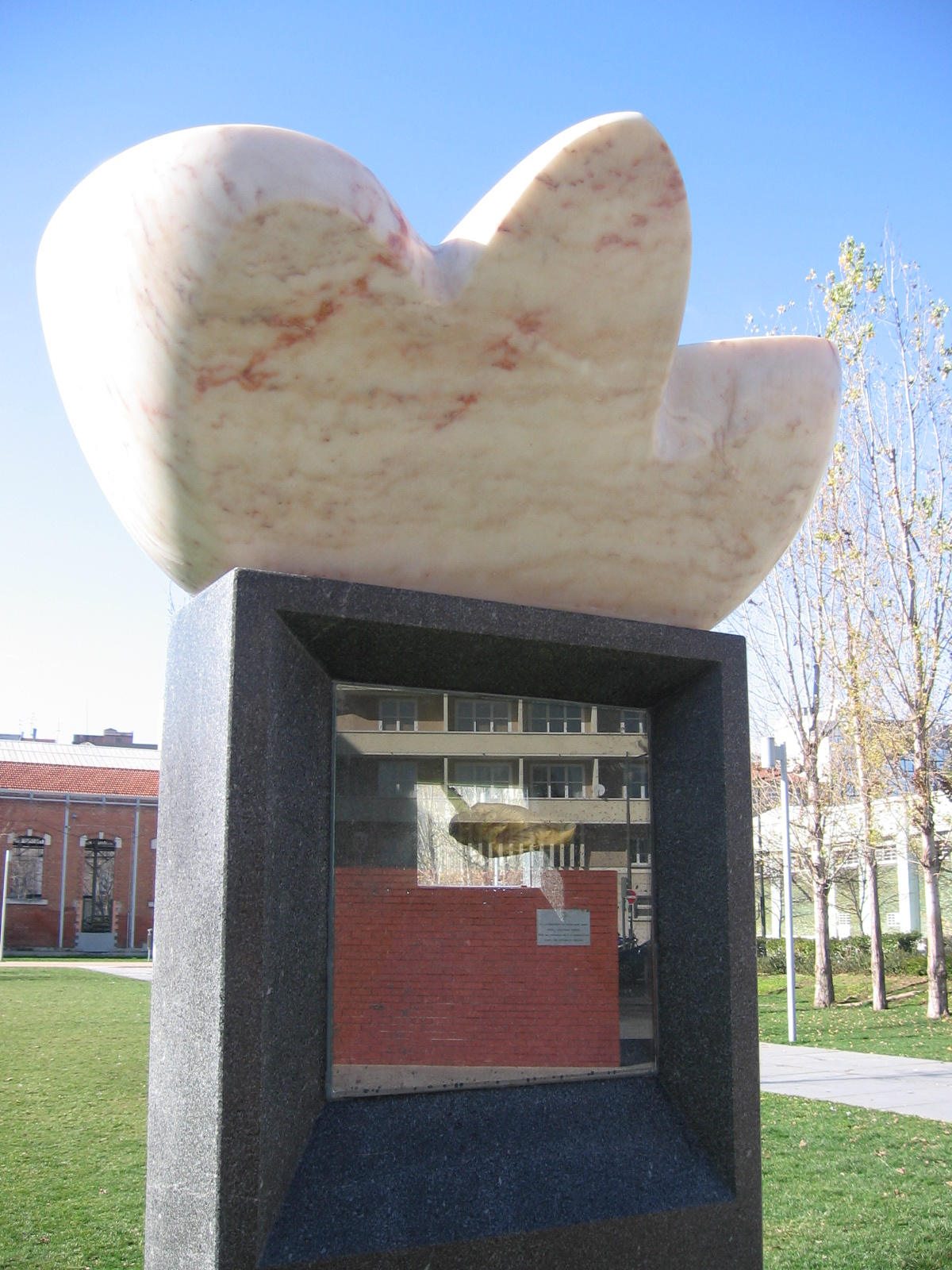
葡萄牙里斯本纪念碑
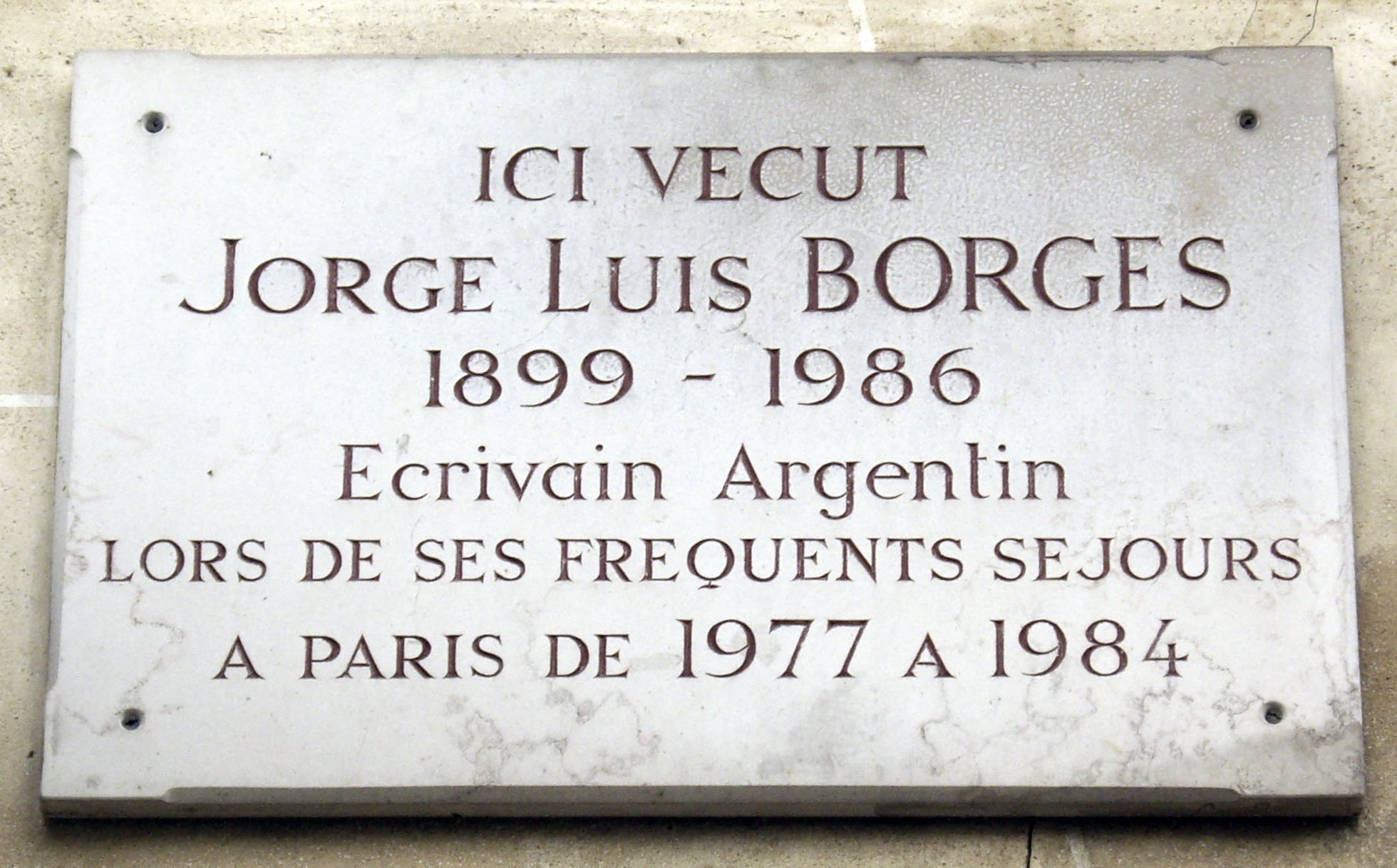
法国巴黎住宅
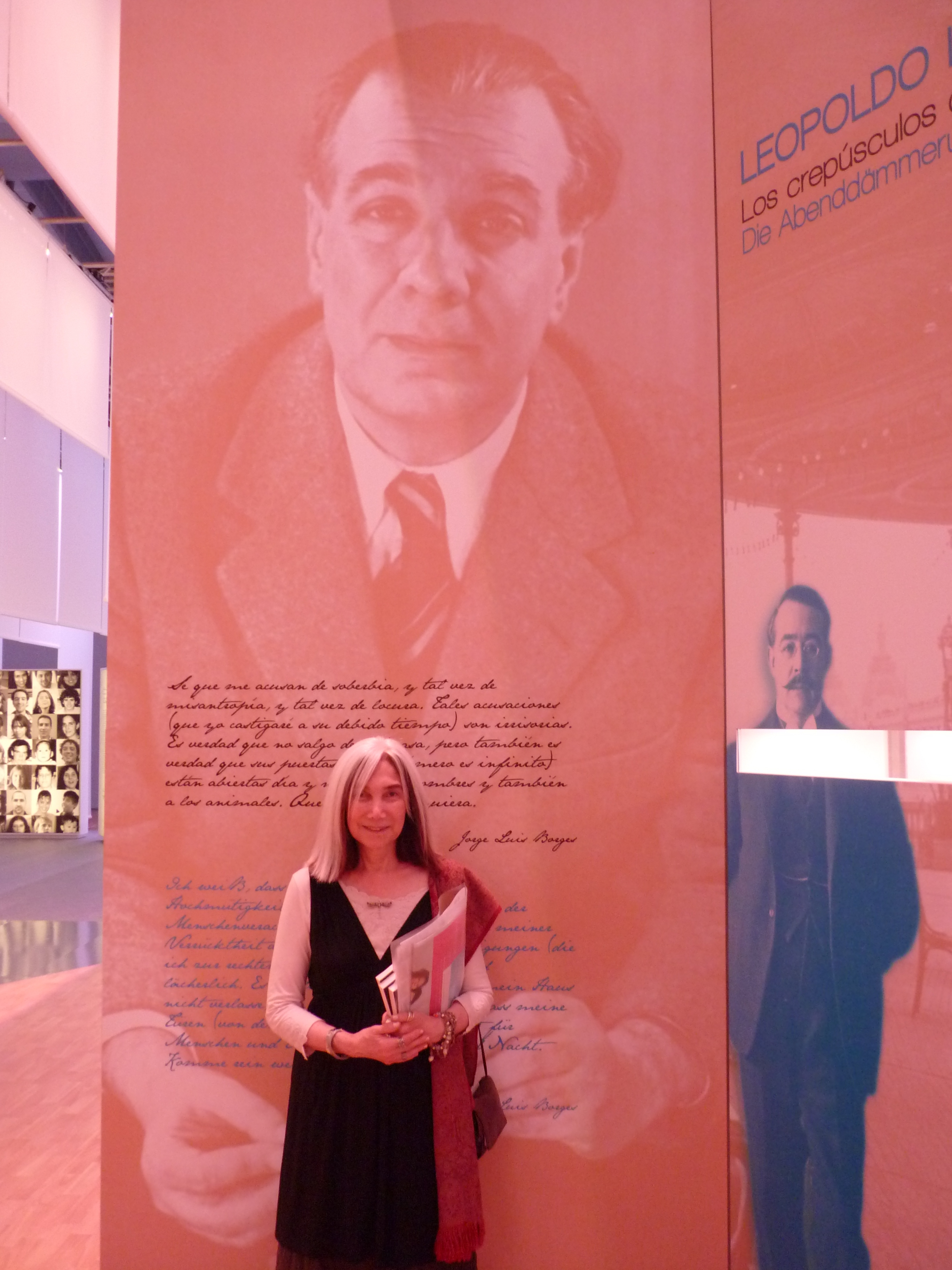
2010年法兰克福书展

## 外部連結
- Ronald Christ. . Paris Review. Winter–Spring 1967  [2011-08-24]. （原始内容存档于2011-09-04）.
- BBC Radio 4 discussion programme（页面存档备份，存于） In our time.
- The Norton Lectures, delivered at Harvard University in the fall of 1967, by Borges（页面存档备份，存于）
- Jorge Luis Borges at The Modern Word
- Borges Center, University of Pittsburgh（页面存档备份，存于）.
- The Craft of Verse: The Norton Lectures, 1967-68 (Audio Files)（页面存档备份，存于）